# یژی دومارادزکی
یژی دومارادزکی (لهستانی: Jerzy Domaradzki؛ زادهٔ ۶ ژانویهٔ ۱۹۴۳) کارگردان فیلم و فیلم‌نامه‌نویس اهل لهستان است.
او دانش‌آموختهٔ مدرسه ملی فیلم ووچ و با کارگردانانی چون آندری وایدا همکاری داشته‌است.
از فیلم‌های او می‌توان به همبستگی، همبستگی... اشاره کرد.